# Amalia Lundeberg
Amalia Lundeberg, född 1816 i Stockholm, död 1857, var en svensk författare. Hon var främst känd för sin roll i den samtida religionsdebatten, där hon länge var en av de ledande rösterna för katolikerna i Sverige. Hon var även en av de tidigaste kvinnliga Italienskildrarna och en av de första svenska kvinnliga reseberättarna. 

## Biografi
Amalia Lundebergs bakgrund är till stor del okänd. Enligt hennes egna uppgifter föddes hon i Stockholm och lämnades genast efter födseln till en fosterfamilj. Hon talade och skrev tyska och franska och var verksam som språklärare under en stor del av sitt liv. Under flera år reste hon i Europa – Danmark, Tyskland, Schweiz, Frankrike och Italien – som sällskapsdam, lärare på flickpensioner och som guvernant. 
År 1846 återvände hon till Stockholm med planer på att starta en flickpension och hon annonserade ut tjänster som språklärare. Projekten var utan större framgång och som ett led i ett försök att försörja sig själv, sin fostersyster och fosterdotter publicerade Amalia Lundeberg reseberättelsen Minnen från åtskilliga länder eller bref till en barndomsvän, 1848. Amalia Lundeberg var den första svenska kvinnliga resenär som i tryck publicerade en skildring från en resa i Italien. Tryckningen av reseberättelsen finansierades genom subskription som hon administrerade själv. 
Under åren 1846 till 1848 skrev hon ett antal öppna brev som publicerades i pressen och orsakade kraftiga gensagor. I breven ifrågasatte hon den svenska religionsfriheten och efterlyste lutherska kloster. Klosterlivet framstod för Amalia Lundeberg som en möjlighet för kvinnor att på ett värdigt sätt trygga sin utkomst. En fascination inför katolicismens liturgi och en önskan att gå i kloster sätter sin prägel på reseberättelsen, där hon även efterlyser kvinnliga själasörjare. 
Samma år som reseberättelsen trycktes publicerade hon två brevsamlingar med religiös inriktning: Bref från andliga män ock andra ansedda personer af olika trosbekännelser och från olika länder till Amalia Lundeberg, rörande hennes böjelse för Catholska läran samt Ytterligare bref hörande till Amalia Lundebergs brefsamling i andeliga ämnen. där hon gjorde ett inlägg i debatten för katolicismen. Hon utgav därefter flera andra skrifter i samma fråga. Hon avsade sig sin katolska tro 1848.